# Seja-Talsperre
Die Seja-Talsperre (russisch Зейская ГЭС/Seiskaja GES) staut den Fluss Seja, einen Nebenfluss des Amur, zum Seja-Stausee. Sie liegt in der Oblast Amur des russischen Föderationskreises Ferner Osten.
Das gesamte Projekt wurde vor 1964 zur Gewinnung von Energie aus Wasserkraft und zum Zweck des Hochwasserschutzes geplant.

## Stausee
Der Seja-Stausee befindet sich südlich des Stanowoigebirges, östlich des Tukuringragebirges und nordwestlich des Dschagdygebirges. Er ist gemessen am Speicherraum von 68,42 Milliarden Kubikmetern der elftgrößte der Erde. Seine Fläche beläuft sich bei Erreichen des Stauziels (erstmals im August 1980) auf 2419 km², die Gesamtuferlänge beträgt 2100 km.

## Talsperre
Die Seja-Talsperre, die nahe der Stadt Seja errichtet wurde, hat eine nicht alltägliche Bauweise. Es handelt sich um eine Pfeilerstaumauer mit Hohlräumen, die für eine konstante Temperatur in der Mauer sorgen sollen, um eine günstige Druckverteilung zu bewirken. Außerdem wurde erstmals ein Beton verwendet, der durch seinen groben Zuschlag eine größere Widerstandskraft gegen Kavitation hat. Es wurde nur die Hälfte des Betons gebraucht, der bei einer massiven, monolithischen Staumauer nötig gewesen wäre. Auch die Baukosten konnten auf 60 % des zunächst veranschlagten Wertes gesenkt werden.
Die Staumauer, deren Fertigstellung neben dem Jahr 1978 auch auf 1975 und 1980 datiert wird, hat ein Bauwerksvolumen von insgesamt mehr als 2 Millionen m³ bei 115,5 m Höhe.
Die Talsperre bzw. der Stausee dienen unter anderen dem Hochwasserschutz in der Seja und im Amur. Früher wurden oft hunderte Hektar von fruchtbarem Land überflutet und auch größere Städte wie Seja und Blagoweschtschensk bedroht. Heute ist die Seja ein regulierter Fluss.
Die Hochwasserentlastung hat folgende Abflusskapazitäten, die vom Wasserstand abhängen:
- bei einem Oberwasserstand von 315 m: 2900 m³/s
- bei 317,5 m: 4800 m³/s
- bei 321,1 m: 8400 m³/s
- bei 322,1 m: 9500 m³/s

## Wasserkraftwerk
Das Seja-Kraftwerk ist das erste große Wasserkraftwerk im südöstlichen Sibirien, wo der Jahresverlauf des Klimas große Temperaturunterschiede bis zu 80 °C erzeugt. Es hat sechs Maschineneinheiten mit einer installierten Gesamtkapazität von 1330 Megawatt (ursprünglich jeweils 215 MW, zusammen 1290 MW; umgebaut 1987 bis 1990). Die Turbinen weisen eine Besonderheit auf, denn ihre Laufschaufeln sind justierbar und nicht horizontal an der Achse angebracht, sondern in einem Winkel von 45 °. Dadurch können die Turbinen auch bei einem niedrigen Wasserstand im Reservoir effektiv betrieben werden. Das Wasserkraftwerk hat ein Bauwerksvolumen von insgesamt 106.700 Kubikmetern.
Die erste Turbine nahm am 27. November 1975 den Betrieb auf, die letzte im Juni 1980. Heute wird das Kraftwerk von RusHydro betrieben.